# Pierre-sur-Haute katonai adó
A Pierre-sur-Haute katonai adó a francia hadsereg adóberendezése a Francia-középhegységben található Forez hegység(fr) legmagasabb, Pierre-sur-Haute nevű csúcsán. A katonai kommunikációt szolgálja irányított adással. Ezzel együtt található itt két különböző civil adó is. Az állomás harminc hektár nagyságú területen fekszik az 1631 m magas hegycsúcson, Sauvain és Job községek körzetében. Ezen a telken halad át két megye (département) határa, Loire és Puy-de-Dôme, valamint két régióé, Rhône-Alpes és Auvergne.

## Története
1913-ban telepítettek ide egy Chappe-féle optikai távíróállomást. Ekkor csak egy kis kőépület volt itt, a szemaforral a tetőzetén.
1961-ben, a hidegháború idején a NATO arra kérte meg a francia hadsereget, hogy oda építhesse annak a 82 állomásból álló ACE High(de) hálózat egyik adótornyát, melynek – ellentétben a rövidhullámú összeköttetésekkel – egy atomháborút követően is működőképesnek kellett maradnia. Ebben a hálózatban a Pierre-sur-Haute FLYZ hívójellel reléállomásként szolgált a délen levő Lachens (FNIZ) és az északon levő Mont-Août (FADZ) állomás között. Négy 10-kWattos adó (irányonként kettő) és tizenhat vevő (irányonként nyolc) működött. 1974-ben átvette a vezetését a francia légierő. 1988-ban kezdte meg a NATO az ACE-High rendszer lebontását. Manapság az adóállomás továbbra is szolgálja a katonai kommunikációt és ezen kívül még két civil adót is.
2013-ban a francia titkosszolgálat (Direction centrale du renseignement intérieur - DCRI) arra kényszerítette a francia Wikipédia egyik munkatársát – őrizetbe vétellel fenyegetve őt –, hogy törölje az adótoronyról szóló wikipédia cikket; azonban rövid idővel később a cikket helyreállították és azonnal több nyelven is lehozták.

## Jelenlegi funkciója

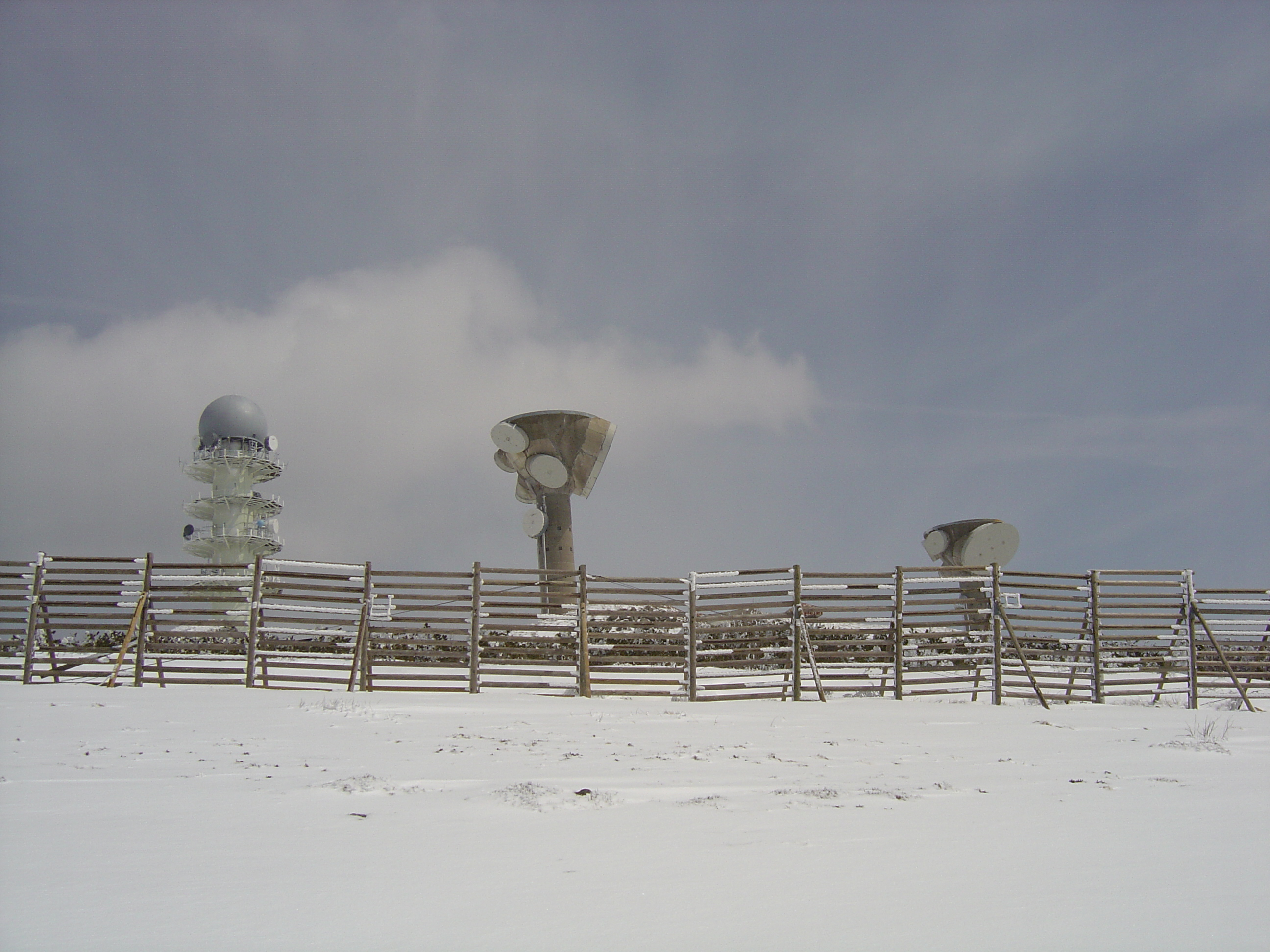
Balra a civil adó, jobbra a katonai adók

Ma a Pierre-sur-Haute adót a francia légvédelem működteti és alárendelt ez a 80 km távolságban fekvő Base aérienne 942 Lyon-Mont Verdun radarállomásnak. Egyike annak a négy adóberendezésnek, amelyeket a francia Észak-Dél tengely mentén hoztak létre, és amelyek egymással állandó kommunikációs kapcsolatban állnak. A további három: Lacaune, Henrichemont, és a Brétigny-sur-Orge katonai repülőtér. Az állomást főként az operatív egységek irányítására szolgáló rádió-híradás céljaira használják. Amennyiben francia atomfegyverek bevetésére kerülne sor, ezen az állomáson keresztül futhatna a kilövési parancs.
Az 1944. június 1-jei felavatása óta ez az állomás a Commandement Air des Systèmes de Surveillance d’Information et de Communications (kb. információ-továbbító és kommunikációs rendszerek légi parancsnoksága) része. 2006. január 1-jétől az adóállomás fölött a Direction interarmées des réseaux d'infrastructure et des systèmes d'information rendelkezik.
Mintegy 20 munkatárs dolgozik itt, elektrotechnikusok, technikusok és szakácsok. Főtörzszászlós irányítása alatt áll.
A katonai hasznosítás mellett a TDF konszernnek van itt adóberendezése. A civil adótornyon kívül van még radar-berendezés is, amelyet a Direction générale de l’aviation civile (civil légiforgalom vezérigazgatósága) működtet és a légtér és repülés eseményeit felügyeli és biztosítja a Lyon–Saint-Exupéry repülőtérrel kapcsolatosan.